# Поповичи (Владимирская область)
Поповичи — деревня в Гусь-Хрустальном районе Владимирской области России, входит в состав сельского поселения «Посёлок Анопино».

## География
Деревня расположена в 11 км на северо-восток от центра поселения посёлка Анопино и в 15 км на север от города Гусь-Хрустальный.

## История
Во второй половине XVII — первой половине XVIII веков деревня входила в Лиственский стан Владимирского уезда Замосковного края Московского царства.
Деревня Поповичи царем Михаилом Федоровичем пожалована была Богдану Пестрово. 
В списке населенных мест Владимирской губернии по сведениям 1859 года в деревне Поповичи числилось 39 дворов, в 1905 году — 109 дворов.
В конце XIX — начале XX века Поповичи — крупная деревня в составе Моругинской волости Судогодского уезда. 
С 1929 года деревня входила в состав Вашутинского сельсовета Гусь-Хрустального района, с 2005 года — в составе сельского поселения «Посёлок Анопино».

## Население
| 1859 | 1897 | 1905 | 1926 |
| ---- | ---- | ---- | ---- |
| 244  | 510  | 576  | 479  |

| 1859 | 1897 | 1905 | 1926 | 2002 | 2010 | 2021 |
| ---- | ---- | ---- | ---- | ---- | ---- | ---- |
| 244  | ↗510 | ↗576 | ↘479 | ↘6   | ↘1   | ↗15  |